# لندر (دهانه)
لندر یک دهانه برخوردی در ماه‌ است.

## دهانه‌های اقماری
این دهانه ۱ دهانه اقماری دارد.
| Lander | عرض جغرافیایی | طول جغرافیایی | قطر          |
| ------ | ------------- | ------------- | ------------ |
| K      | ۱۶.۲° S       | ۱۳۲.۲° E      | ۲۳.۰ کیلومتر |